# Euphellia
Euphellia is een geslacht van zeeanemonen uit de klasse van de Anthozoa (bloemdieren).

## Soort
- Euphellia cinclidifera Pax, 1908